# El guardián invisible (película)
El guardián invisible es una película española, estrenada en 2017 y dirigida por el director pamplonés Fernando González Molina, consistente en una adaptación cinematográfica de la primera novela de la Trilogía del Baztán de Dolores Redondo.
 Seguirán Legado en los huesos (2019) y Ofrenda a la tormenta (2020).
La película fue preestrenada el 22 de febrero de 2017 en el Palacio de Congresos y Auditorio de Navarra (Baluarte) de Pamplona.

## Argumento

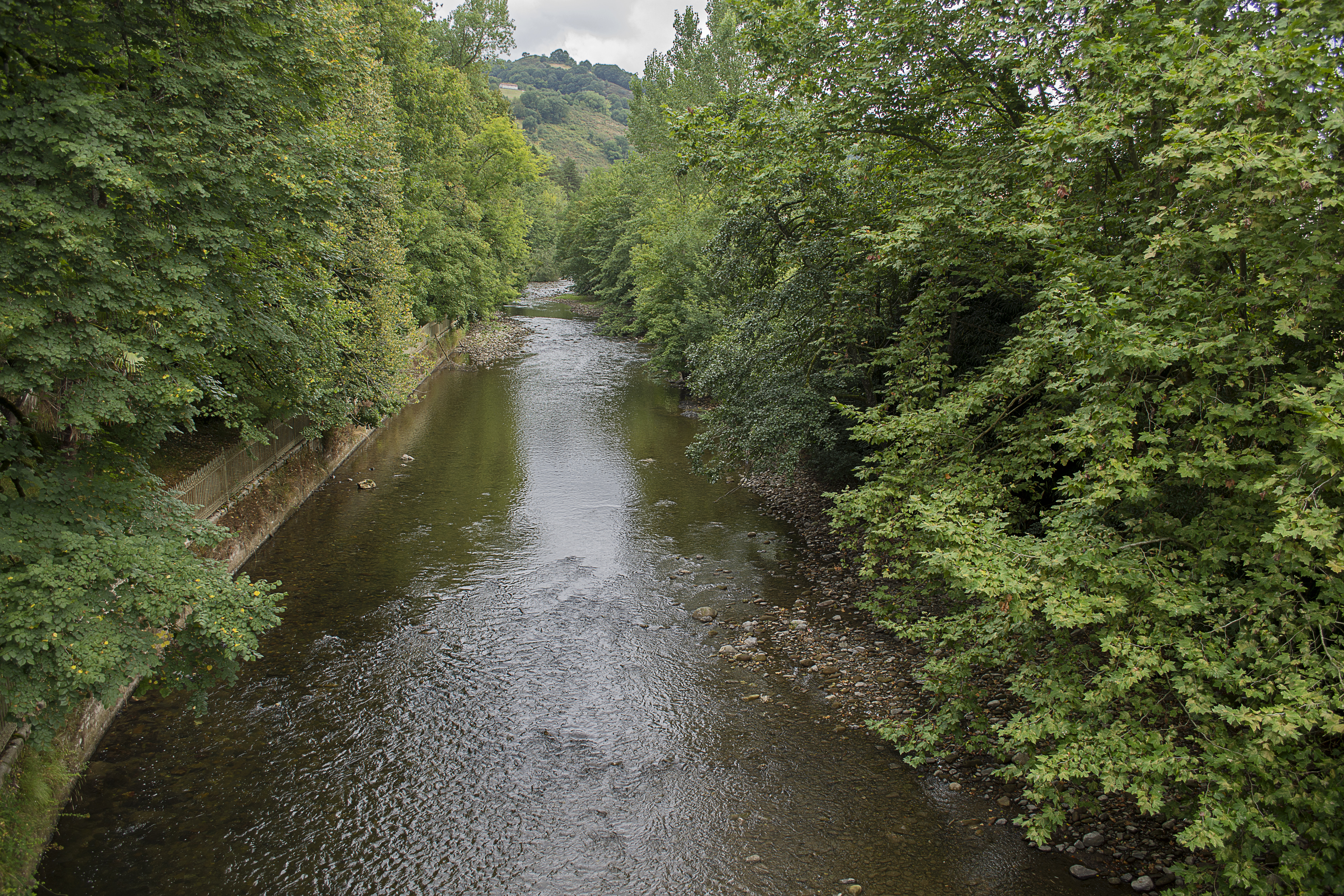
Vista del río Baztán (Bidasoa) a su paso por Oronoz-Mugaire.

En los márgenes del río Baztán, un río situado en la zona norte de la Comunidad Foral de Navarra, aparece el cuerpo desnudo de una joven en circunstancias que relacionan ese crimen con un asesinato ocurrido un mes atrás. La inspectora de la sección de homicidios de la Policía Foral Amaia Salazar (Marta Etura) dirige una investigación que la llevará de vuelta a la localidad de Elizondo (Valle del Baztán), donde ella creció y de la que ha tratado de huir toda su vida.
Enfrentada con las complicadas derivaciones del caso y sus propios fantasmas, la investigación es una carrera contrarreloj para dar con un asesino, en una tierra fértil en supersticiones y brujería tan significativos de la mitología vasca en esa zona.

## Reparto
| Intérprete            | Personaje                      |
| --------------------- | ------------------------------ |
| Marta Etura           | Amaia Salazar                  |
| Elvira Mínguez        | Flora Salazar                  |
| Francesc Orella       | Fermín Montes                  |
| Itziar Aizpuru        | Tía Engrasi                    |
| Carlos Librado "Nene" | Jonan Etxaide                  |
| Miquel Fernández      | Padre de Amaia                 |
| Pedro Casablanc       | Comisario                      |
| Colin McFarlane       | Aloisius Dupree                |
| Benn Northover        | James                          |
| Paco Tous             | Dr. San Martín                 |
| Manolo Solo           | Dr. Basterra                   |
| Ramón Barea           | Alfonso Álvarez de Toledo      |
| Patricia López Arnaiz | Rosaura Salazar                |
| Amaruk Kayshapanta    | Jason Medina                   |
| Arlette Torres        | Inés Lorenzo                   |
| Quique Gago           | Víctor                         |
| Mikel Losada          | Freddy                         |
| Susi Sánchez          | Rosario                        |
| Miguel Herrán         | Miguel Ángel                   |
| Richard Sahagún       | Zabalza                        |
| Miren Gaztañaga       | Rosario joven                  |
| Idurre Puertas        | Amaia niña                     |
| Angel Alkain          | Iriarte                        |
| Alba Azcara           | Flora niña                     |
| Aiora Ona             | Rosaura niña                   |
| Mikel Larrañaga       | Padre Anne                     |
| Ainhoa Aierbe         | Madre Anne                     |
| Javi Cañón            | Alberto Flores                 |
| Iñigo Aranburu        | Javier Gorria                  |
| Marta Hernández       | Anne Arbizu (niña)             |
| Arlette Torres        | Inés Lorenzo (madre Johana)    |
| Martina Cariddi       | Chica bus                      |
| Valeria Salcedo       | Ainhoa Elisazu (cadáver río)   |
| Javier Botet          | Basajaun                       |
| Nahomi Aragón         | Johana Márquez (cadáver borda) |
| Miguel Herrán         | Miguel Ángel                   |
| Paco Sagarzazu        | Padre Germán                   |
| Angela Lopez          | Chica pelirroja                |
| Elena Uriz            | Sra. Mayor Elizondo            |
| Paqui Horcajo         | Emilia Ayte. San Martín        |
| Andrés Blanco         | Médico hospital                |
| Nahia Laiz            | Enfermera clínica psiquiatra   |
| Pako Revueltas        | Ángel Ostolaza (carnicero)     |
| Juanma Navas          | Teniente Padua G. Civil        |
| Amaruk Kayshapanta    | Jason Medina                   |
| Elvira Arce           | Abogada Jason Medina           |
| Ramón Ibarra          | Médico Elizondo                |
| Charly Urbina         | Ciudadano busca Anne bosque    |
| Naroa Capel           | Amiga Anne 1                   |
| Ángela Lashera        | Amiga Anne 2                   |
| Haizae Ancin          | Amiga Anne 3                   |
| Jorge Tirapu Sola     | Locutor radio                  |
| Marisa Lacabe Román   | Locutora radio                 |
| Hugo Sousa González   | Niño testigo                   |
| Arantxa Galindez      |                                |

- [18][19][20]

## Recepción

### Comercial
La cinta fue una de las películas más exitosas del cine español del primer semestre de 2017 con un total de 583.603 espectadores.

## Polémica
La película tuvo un buen arranque en las taquillas, en el fin de semana de su estreno, a pesar de que fue objeto de un intento de boicot en las redes sociales motivado por las declaraciones de una de sus actrices, Miren Gaztañaga, quien en un programa de ETB manifestó, entre otras cosas, que los españoles son «culturalmente atrasados». Los responsables de la película se desmarcaron de las palabras de la actriz y señalaron: «Deploramos y rechazamos por completo cualquier insulto y falta de respeto a los ciudadanos españoles».